# Adam Łabęcki
Adam Łabęcki (ur. 1 kwietnia 1730 w Wielkopolsce, zm. 1818 w Warszawie) – polski jezuita, tłumacz i poeta.

## Życiorys
Dnia 16 sierpnia 1754 roku wstąpił do zakonu jezuitów w Krakowie. Po dwuletnim nowicjacie, przeniósł się do Piotrkowa. W latach 1754–1756 pełnił tam funkcję furtiana i infirmarza. Zostawszy klerykiem uczył łaciny. Przez 7 lat głosił Słowo Boże w Poznaniu, później został mianowany ministrem i prokuratorem kolegium w Grudziądzu (1773).
Napisał: „O powrocie Jezuitów i o powszechnym nauczaniu przez nich młodzieży” (Warszawa, 1805), zawierające historię zakonu Jezuitów oraz materiały dotyczące szkoły w Połocku.
Pozostałe prace: oda „Walka kanarków ze szczygłami” oraz „Życie papieży od Św. Piotra do Piusa VII” (Warszawa, 1800).